# Luca Caragiale
Luca Caragiale, cunoscut în literatura română ca Luchi sau Luca Ion Caragiale, (n. 3 iulie 1893, București, România – d. 7 iunie 1921, București, România) a fost un scriitor și traducător român, care a aparținut deopotrivă atât simbolismului, parnasianismului, cât și literaturii moderniste.

## Copilăria și adolescența

Luca Caragiale în Berlin, 1911

Luca Caragiale s-a născut în data de 3 iulie 1893, la București. A fost cel de al doilea fiu al dramaturgului român Ion Luca Caragiale, din căsătoria acestuia cu Alexadrina Burelly.
Fără îndoială, Luca a fost fiul preferat și iubit, care, spre deosebire de Mateiu, nu trebuia să facă mare efort să se facă iubit. Alexandrina Burelly a mai dat naștere și surorii lui Luca, pe nume Ecaterina (Ecaterina Logadi), care la bătrânețe a scris despre cele două familii Caragiale.
Copilăria și adolescența lui Luca coincide cu  proiectele artistice ale tatălui său. Alături de familia sa va colinda țări importante din Europa începutului de secol XX precum Franța, Elveția, Austro-Ungaria și Italia, pentru ca în cele din urmă să se stabilească în Germania la Berlin.
În jurul anul 1909, își face studiile în particular, avându-l ca profesor, printre alții, pe Panait Cerna. Timid în fața cuvântului tipărit, colaborează sporadic la câteva periodice, trimițând versuri, recenzii, însemnări memorialistice și chiar un studiu din domeniul istoriei.
Ion Luca Caragiale a avut un rol important în educația fiului său, insuflându-i opinii politice de stânga. Cei doi vor face călătorii în nordul Germaniei, pe coasta Mării Baltice și în Danemarca. Până ca tatăl său să moară, cei doi s-au întors în țară să vadă locurile natale și au petrecut o vacanță la Sinaia.

## Anii Marelui Război
în 1915 la trei ani de la moartea tatălui său, Luca Caragiale se va întoarce în țară împreună cu mama și sora sa, Ecaterina (căsătorită Logadi).
Tânărul Luca Caragiale își face debutul în timpul Primului Război Mondial, atunci când Regatul României se afla în perioada de neutralitate.
La 14 mai 1916, Luca publică cel mai cunoscut poem al său, Triptic Madrigalesc, în revista literară Flacăra. Inspirat de propria amintire a șederii la Sinaia va scrie Dintr-un oraș de munte: Meditații în care va alcătui o imagine unitară a toamnei și a începutului iernii, percepute prin angoasa ce pune stăpânire pe existența poetului; imagini cu o ușoară tușă bacoviană stau alături de propria-i viziune asupra relației om-natură.
Așa cum tatăl său a fost prieten cu teoreticianul marxist Constantin Dobrogeanu-Gherea, Luca a fost apropiat al familiei Dobrogeanu-Gherea. După căsătoria cu Fany (fiica deputatului "Sașa" Alexandru Dobrogeanu-Gherea), face parteneriat cu Ioan Dobrogeanu-Gherea (cel de al doilea fiu al Constantin Dobrogeanu-Gherea dupa Alexandru) scriind primul și singurul roman, Nevinovățiile viclene.
După ce în 1916 România a intrat în război de partea Antantei, la sfârșitul anul viitor sudul țării avea să fie ocupat de trupele Puterilor Centrale. Luca petrece mult timp în Bucureștiul ocupat de trupele germane implicându-se în treburile administrației colaboraționiste, formată din rândurile  Partidul Conservator. În  octombrie 1917, Luca a fost șef de cabinet pentru Virgil Arion, Ministrul Culturii. În jurnalele marelui om de stat Alexandru Marghiloman s-a consemnat că Luca Caragiale a fost plăcut de supraveghetorii germani care au venit la festivitățile de la Athenee Palace ținute în cinstea guvernatorului militar August von Mackensen.
În decembrie 1917, Luca, în timp ce era șeful cabinetului Arion, l-a înjosit pe Alexandru Tzigara-Samurcaș, când a cerut prezența poliției de la comandanții săi germani la unul dintre birourile Ministerului Culturii.
În iunie 1918, ia decizia controversată de a se alia cu susținătorii Puterilor Centrale. Se pare că a fost influențat mai mult de gândirea politică a fratelui său, Mateiu Caragiale.

## Începutul perioadei interbelice
Romanul Nevinovățiile viclene, a fost publicat în reviste Viața Românească, în anul 1920, și este dedicat tuturor iubirilor adolescentine. Nu se poate discerne în ce anume a constat contribuția fiecăruia în parte dintre cei doi coautori: Luca Ion Cargiale și Ionel Dobrogeanu-Gherea.
În același an, Luca Caragiale publică un articol important în Ideea Europeeană, Amintiri despre Caragiale. Acest articol este o veritabilă marturie despre viața marelui dramaturg Ion Luca Caragiale.
În 1921, după ce ticluise mai multe caiete de versuri, după ce tălmăcise admirabil din lirica lui Poe și Villon, își pregătea în sfîrșit primul volum de versuri, Jocul oglinzilor. A murit în data de 7 iunie, proiectul rămânînd nerealizat.
Romanul Nevinovățiile viclene și volumul de versuri Jocul oglinzilor au apărut grație criticului Barbu Cioculescu și surorii lui Luca Caragiale, Ecaterina Logadi, abia în 1967, respectiv 1972.

## Opera
- Nevinovățiile viclene (în colaborare cu Ioan Dobrogeanu-Gherea) - 1967
- Jocul oglinzilor - 1972